# Ourapteryx integra
Ourapteryx integra là một loài bướm đêm trong họ Geometridae.